# Microsoft Expression Encoder
 (septembre 2020).
Si vous disposez d'ouvrages ou d'articles de référence ou si vous connaissez des sites web de qualité traitant du thème abordé ici, merci de compléter l'article en donnant les références utiles à sa vérifiabilité et en les liant à la section « Notes et références ».
Microsoft Expression Encoder (auparavant Expression Media Encoder) est un programme pour Windows de compression des médias numériques, aussi bien auditifs que visuels. Il est un des cinq programmes de la suite bureautique Microsoft Expression Studio. 
Expression Encoder possède une interface utilisateur ainsi qu'une console pour l'entrée de lignes de commande. Le programme permet des captures vidéos et des compressions vidéos au format VC-1. 
Expression Encoder a été envoyé en production (Release to Manufacturing) le 6 septembre 2007